# Тенгелла
Тенгелла (д/н — 1512) — засновник і манса (володар) державного утворення фульбе і малінке в 1490—1512 роках. Багато відомостей про нього має міфологічний характер.

## Життєпис
Походив з кочової знаті фульбе, належав до роду Ба. 1464 року став вождем одного з племен фульбе. До 1480 року зумів об'єднати фульбе в регіоні Фута-Джаллон (сучасна Гвінея). До нього також приєднали вояки з народу малінке. Зі своїм військом почав атакувати межі імперії Малі, де тоді вже почався занепад.
Тенгелла здійснив великий похід до річки гамбія, де підкорив місцеві племена. Потім почав атаки на області Малі в долині річки Сенегал. З огляду на це 1481 року великий манса Махмад II звернувся до португальців по допомогу. За свідченням останніх у 1490 року Тенгелла зумів створити потужну державу, що охоплювала територію від річки Гамбія до Сенегалу, а потім до плато Фута-Джаллон, де заснував свою столицю Геме-Сангані. За це його прозвали Великий Пулло.
Вів війни проти імперії Волоф і держави Діара у верхів'ях Сенегалу, що спадкоємцями імперії Малі. Було завдано поразки буурба волоф Букару. Втім на початку 1500-х років стикнувся з новою потугою — імперією Сонгаї. З нею боровся за золоті копальні в області бамбук. 1512 року в битві біля Діара зазнав нищівної поразки від Амара Конджаго, брата Аскії Мохаммада I, правителя імперії Сонгаї. Трон спадкував його син Колі Тенгелла.